# Перемога (Белопольский район)
Перемо́га (укр. Перемога) — посёлок,
Белопольский городской совет,
Белопольский район,
Сумская область,
Украина.
Код КОАТУУ — 5920610103. Население по переписи 2001 года составляло 181 человек .

## Географическое положение
Посёлок Перемога находится на расстоянии в 3 км от правого берега реки Вир.
На расстоянии до 2-х км расположены сёла Омельченки, Беловишневое и Горобовка.
Через посёлок проходит автомобильная дорога Т-1908.

## Экономика
- Молочно-товарная ферма.